# Labidosaurus
Labidosaurus (uit het Grieks: λᾰβῐδος lăbĭdos, 'tang' en Grieks: σαῦρος saûros, 'hagedis') is een monotypisch geslacht van uitgestorven anapside reptielen uit het Vroeg-Perm van wat nu Texas (Noord-Amerika) is. De enige soort die in het geslacht wordt geplaatst is Labidosaurus hamatus.

## Kenmerken
Dit primitieve reptiel werd ongeveer vijfenzeventig centimeter lang, en had een tamelijk zware kop en een lange staart. Het had een zwaargebouwd lichaam, dat volledig aan het leven op het land was aangepast. In de kaken had het meerdere rijen scherpe kegelvormige tanden, hetgeen typisch was voor de Captorhinida. Hun voorouders bezaten slechts enkelvoudige tanden.

## Leefwijze
Labidosaurus was een omnivoor. Zijn voedsel bestond voornamelijk uit harde ongewervelden, die het dier met zijn tanden kraakte, maar hij voedde zich ook met taai plantenweefsel, dat hij met zijn tanden vermaalde.

## Gebit
In 2011 werd een onderkaak van Labidosaurus beschreven die tekenen van osteomyelitis of een botinfectie vertoont. Het is het vroegst bekende voorbeeld van een infectie bij een gewervelde. De infectie is waarschijnlijk ontstaan doordat de pulpaholte van een gebroken dentaire tand werd blootgesteld aan bacteriën. Hoewel een andere tand de kapotte zou hebben vervangen, zou de regeneratie traag zijn verlopen. Labidosaurus en andere afgeleide captorhiniden hadden tanden die diep in de kaken waren geïmplanteerd. Deze diepe implantatie beperkte tandvervanging, wat betekent dat een gebroken tand gedurende een lange periode zou zijn blootgesteld.

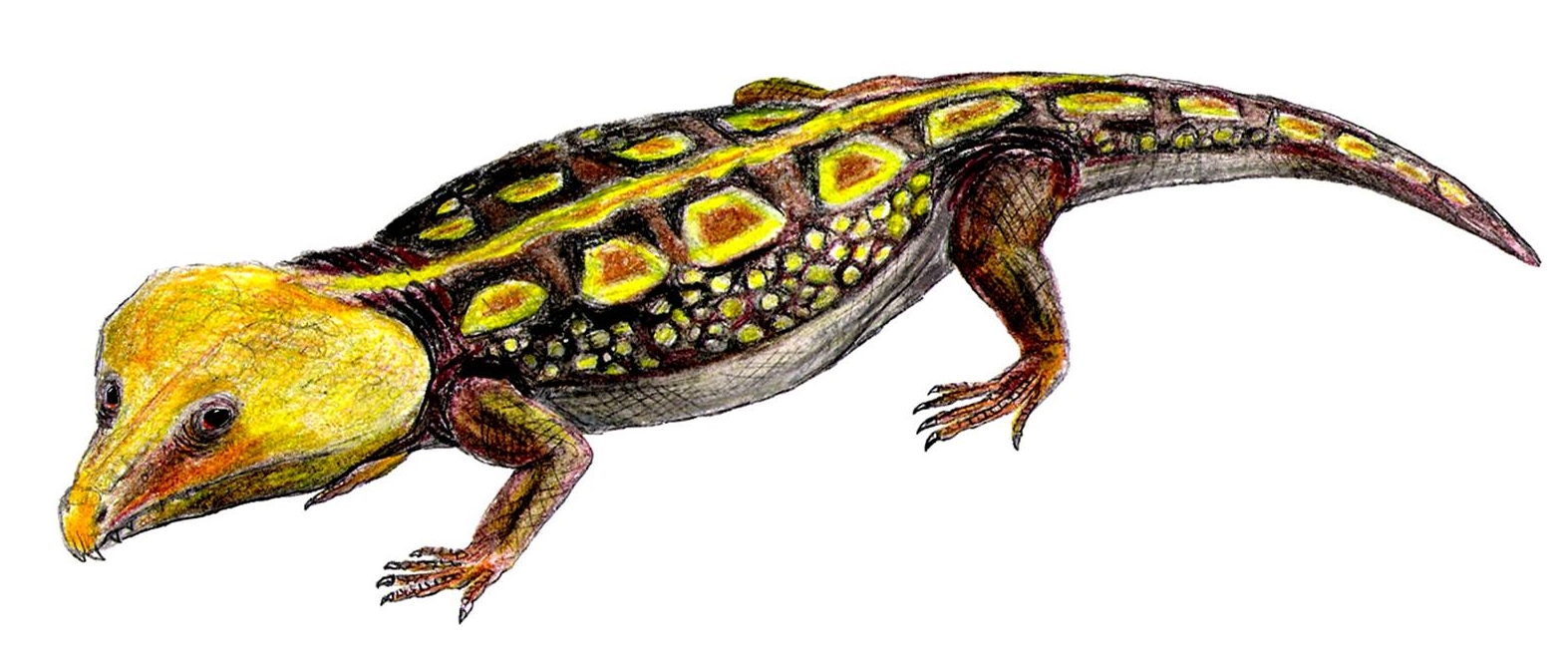
Labidosaurus hamatus